# 100 قدم
100 قدم (بالإنجليزية: 100 Feet)‏ هو فيلم رعب أمريكي لعام 2008 من تأليف وإخراج إريك ريد وبطولة فامك جانسن وبوبي كانفال وإد ويستويك ومايكل باري.

## روابط خارجية
- 100 قدم على موقع IMDb (الإنجليزية)
- 100 قدم على موقع روتن توميتوز (الإنجليزية)
- 100 قدم على موقع نتفليكس (الإنجليزية)
- 100 قدم على موقع ألو سيني (الفرنسية)
- 100 قدم على موقع Turner Classic Movies (الإنجليزية)
- 100 قدم على موقع أول موفي (الإنجليزية)
- 100 قدم على موقع فيلمافينيتي (الإسبانية)
- 100 قدم على موقع قاعدة بيانات الأفلام السويدية (السويدية)
- 100 قدم على موقع قاعدة بيانات الفيلم (الإنجليزية)
- 100 قدم على موقع ليتربوكسد (الإنجليزية)